# Hallelujah (musikalbum)
Hallelujah, album av den amerikanska bluesrockgruppen Canned Heat från 1969. Albumet, som spelades in i en studio i Hollywood mellan januari och maj 1969, var gruppens fjärde studioalbum och det tredje (och sista) med dess klassiska lineup: Alan Wilson (gitarr, munspel, sång), Bob Hite (sång), Henry Vestine (gitarr), Adolfo "Fito" de la Parra (trummor) samt Larry Taylor (bas). Till skillnad från föregångarna Boogie With Canned Heat och Living the Blues innehöll Hallelujah ingen hitlåt, vilket inte hindrar att albumet som helhet räknas till gruppens mest helgjutna. Med Hallelujah visade Canned Heat upp en lite mer experimentell sida än tidigare; bluesrocken kryddades med influenser från avangardejazzartister som Albert Ayler. Producenter var Skip Taylor och Richard Moore. Kort efter inspelningen tvingades Henry Vestine lämna gruppen på grund av drogproblem. Alan Wilsons bortgång året därpå omöjliggjorde alla förhoppningar om en återförening av gruppens så kallade "classic lineup".   

## Låtar på albumet
1. Same All Over  (Canned Heat)
2. Change My Ways (Alan Wilson)
3. Canned Heat (Bob Hite)
4. Sic 'em Pigs  (Bob Hite, Booker T. White)
5. I'm Her Man  (A. Leigh)
6. Time Was  (Alan Wilson)
7. Do Not Enter (Alan Wilson)
8. Big Fat (Canned Heat/Fats Domino)
9. Huautla  (V. Wolf)
10. Get Off My Back (Alan Wilson)
11. Down in the Gutter But Free (Canned Heat)